# Bouteille Codd
 (février 2022).
Si vous disposez d'ouvrages ou d'articles de référence ou si vous connaissez des sites web de qualité traitant du thème abordé ici, merci de compléter l'article en donnant les références utiles à sa vérifiabilité et en les liant à la section « Notes et références ».

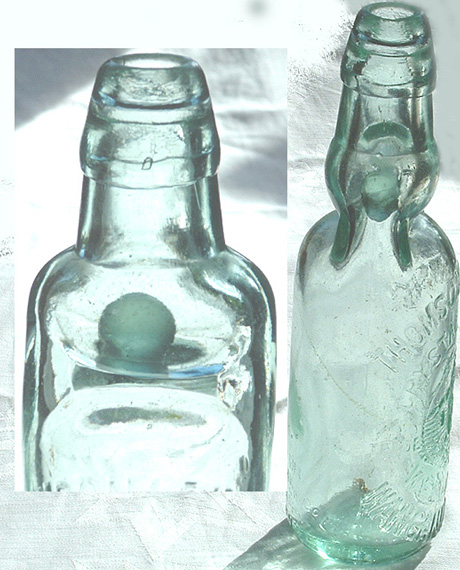

Une bouteille à col Codd ou bouteille Codd est un type de bouteille utilisé pour les boissons gazeuses. Sa fermeture est constituée d'une bille de verre qui est maintenue contre un joint en caoutchouc situé dans le col de la bouteille. 

## Histoire
En 1872, le fabricant de boissons gazeuses Hiram Codd de Camberwell, à Londres, conçoit et fait breveter une bouteille conçue spécifiquement pour les boissons gazeuses. La bouteille est conçue et fabriquée avec du verre épais pour résister à la pression interne, et une chambre pour enfermer une bille et une rondelle en caoutchouc dans le goulot. 

## Fonctionnement
Les bouteilles sont remplies à l'envers, et la pression du gaz dans la bouteille pousse la bille contre la rondelle. La bouteille est faite dans une forme spéciale pour former une chambre dans laquelle la bille est poussée pour ouvrir la bouteille. Cela empêche la bille de bloquer le goulot lorsque la boisson est versée. 
La fermeture à bille fonctionne selon le principe d'un clapet antiretour à bille. Elle se compose d'une bille en verre qui se déplace librement à l'intérieur de la bouteille et d'une bague en caoutchouc qui est intégrée dans le verre sous l'ouverture de la bouteille en tant que joint d'étanchéité. L'ouverture de la bague est plus petite que la bille de verre. Sous l'effet de la pression dans la bouteille, la bille est pressée contre elle par le bas et ferme hermétiquement l'ouverture. Cela ne fonctionne que tant que la force exercée sur la bille par la pression à l'intérieur de la bouteille est supérieure à la pression atmosphérique ambiante, plus le poids de la bille, moins le frottement statique entre la bille et le caoutchouc.
Pour ouvrir le bouchon, il faut exercer une pression extérieure sur la bille avec une force appropriée, de sorte que le gaz puisse s'échapper. Pour ce faire, on peut utiliser un doigt ou un dispositif d'ouverture plus maniable, constitué d'une tige dans un capuchon en bois. La bille se déplace alors légèrement et libère un espace entre la bille et l'anneau en caoutchouc. Le gaz carbonique s'échappe de la bouteille par cet orifice. La pression interne diminue jusqu'au niveau ambiant. La bille n'est alors plus soumise qu'à la force du poids et tombe dans la boisson.

## Popularité
Peu de temps après son introduction, la bouteille est devenue extrêmement populaire auprès des industries des boissons gazeuses et de la brasserie, principalement en Europe, en Inde et en Australasie, bien que certains buveurs d'alcool aient dédaigné l'utilisation de la bouteille.
Les bouteilles ont été produites régulièrement pendant plusieurs décennies, mais leur usage a progressivement diminué. Depuis que les enfants brisaient les bouteilles pour récupérer les billes, les bouteilles anciennes sont relativement rares et sont devenues des objets de collection, en particulier au Royaume-Uni. Une bouteille Codd de couleur cobalt peut atteindre des milliers de livres sterling lors d'une vente aux enchères.
Les bouteilles Codd sont encore utilisées pour la boisson gazeuse japonaise Ramune et la boisson indienne Banta. 

Bouteilles Codd
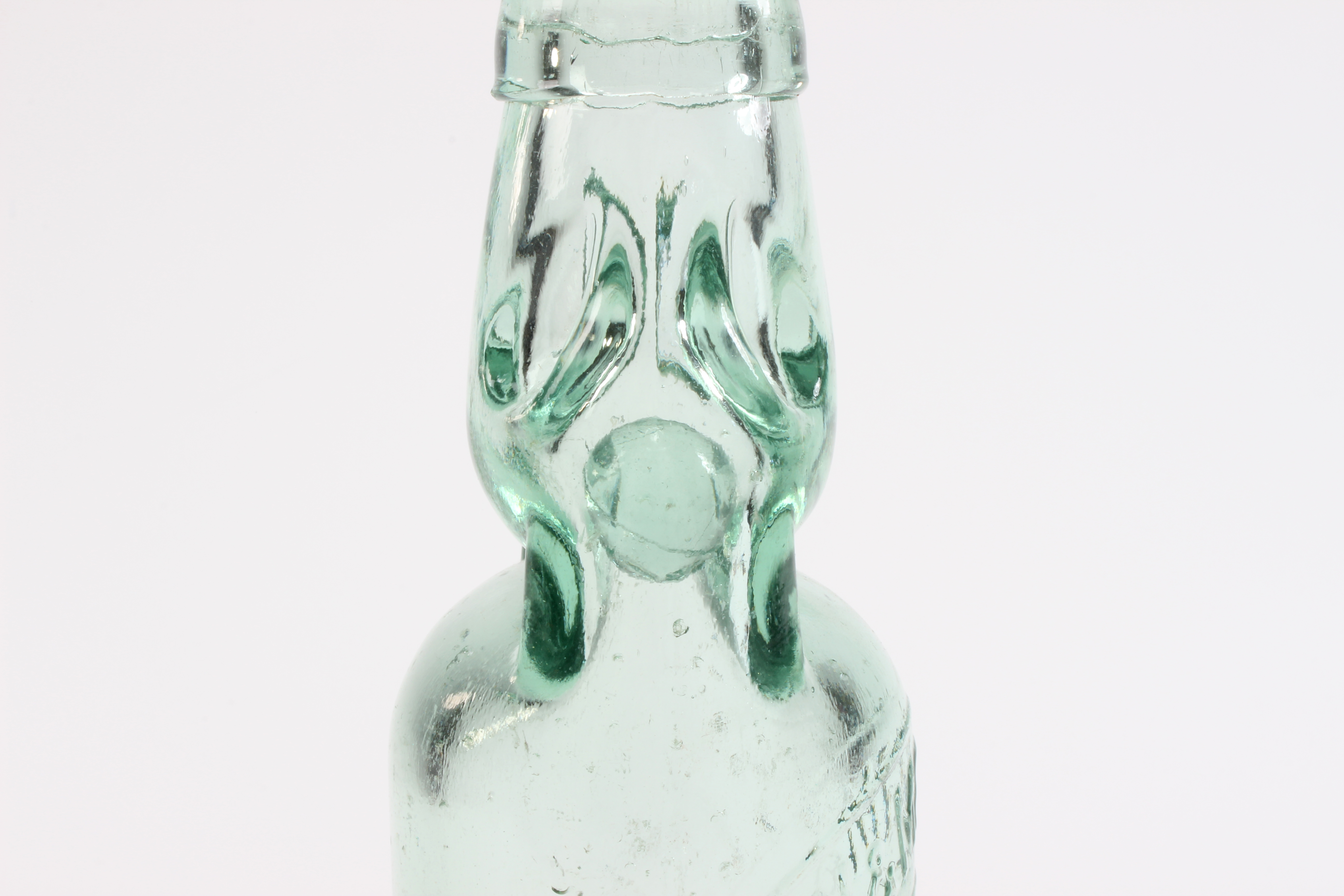
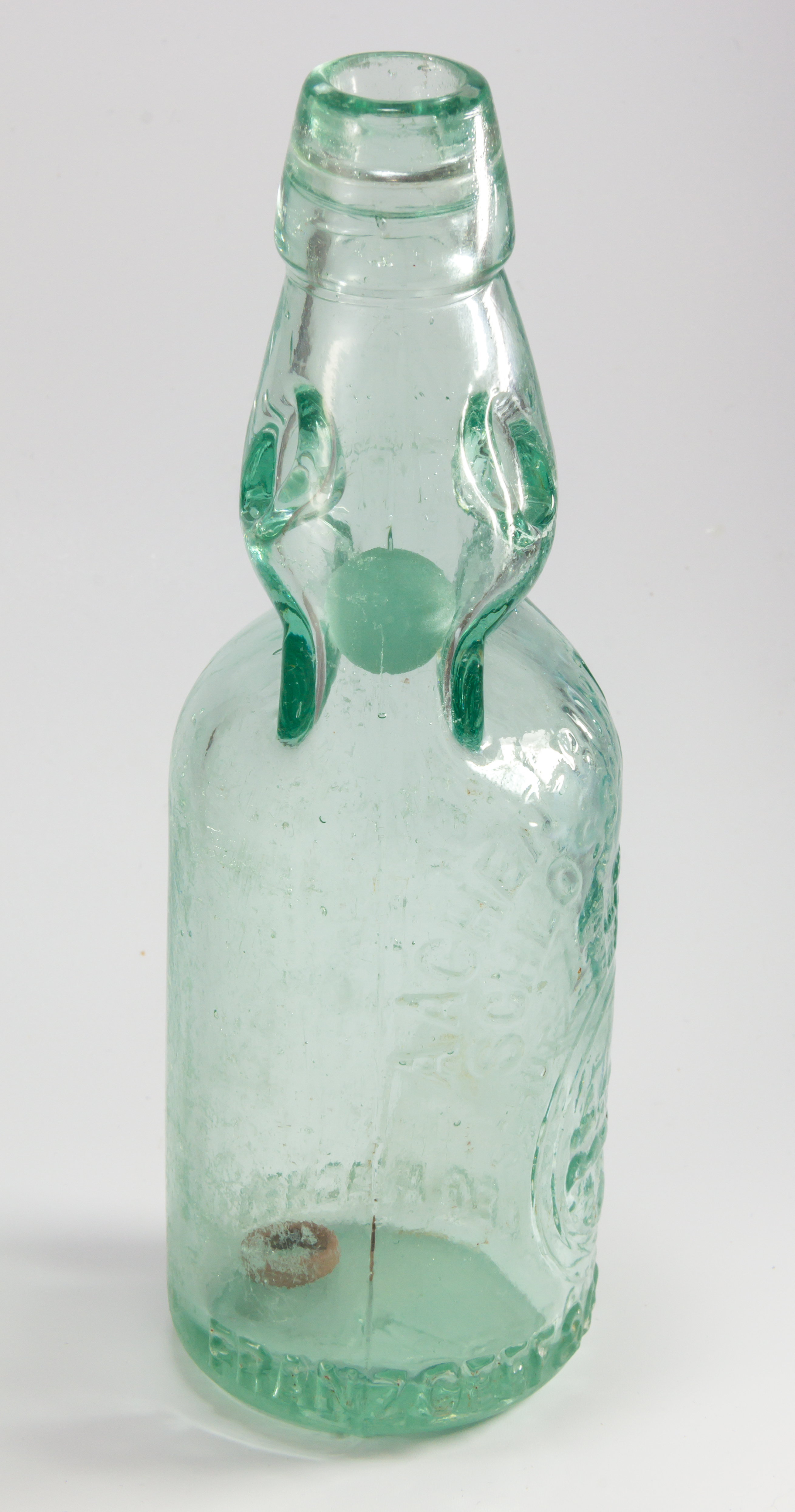
Bouteille de 1900 des sources thermales d'Aix-la-Chapelle
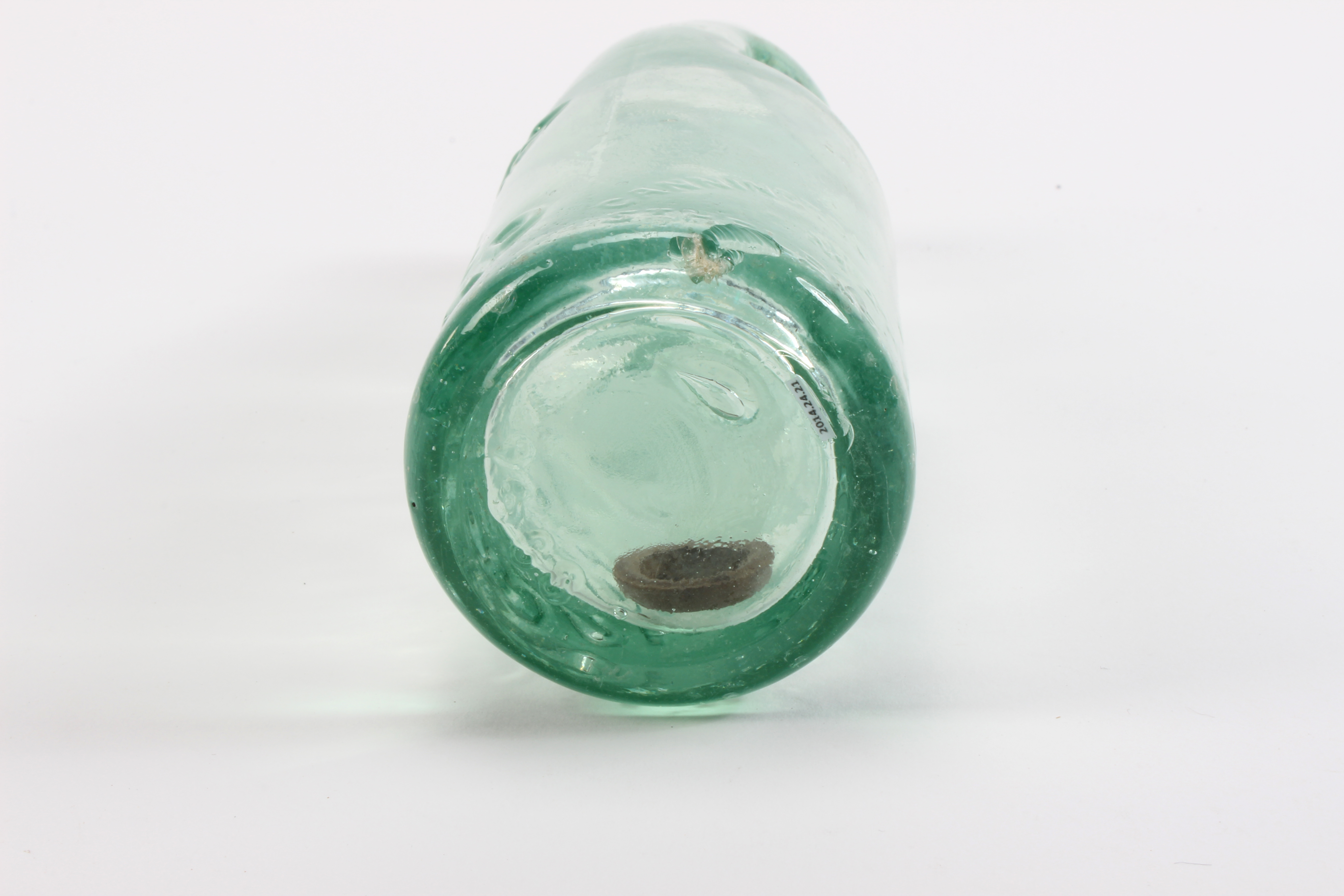
Le joint tombé au fond de la bouteille
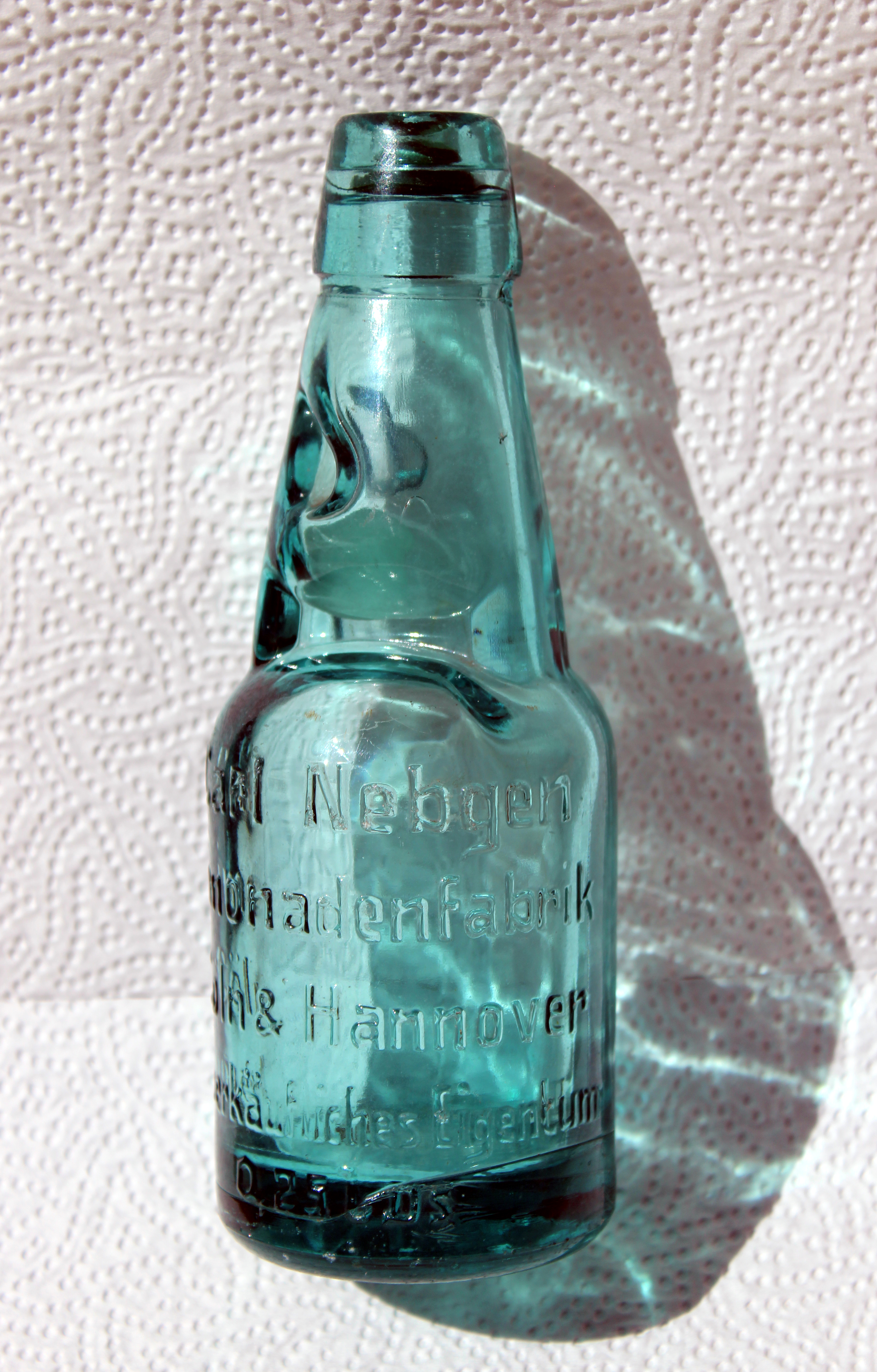
Bouteille Carl Nebgen (de)
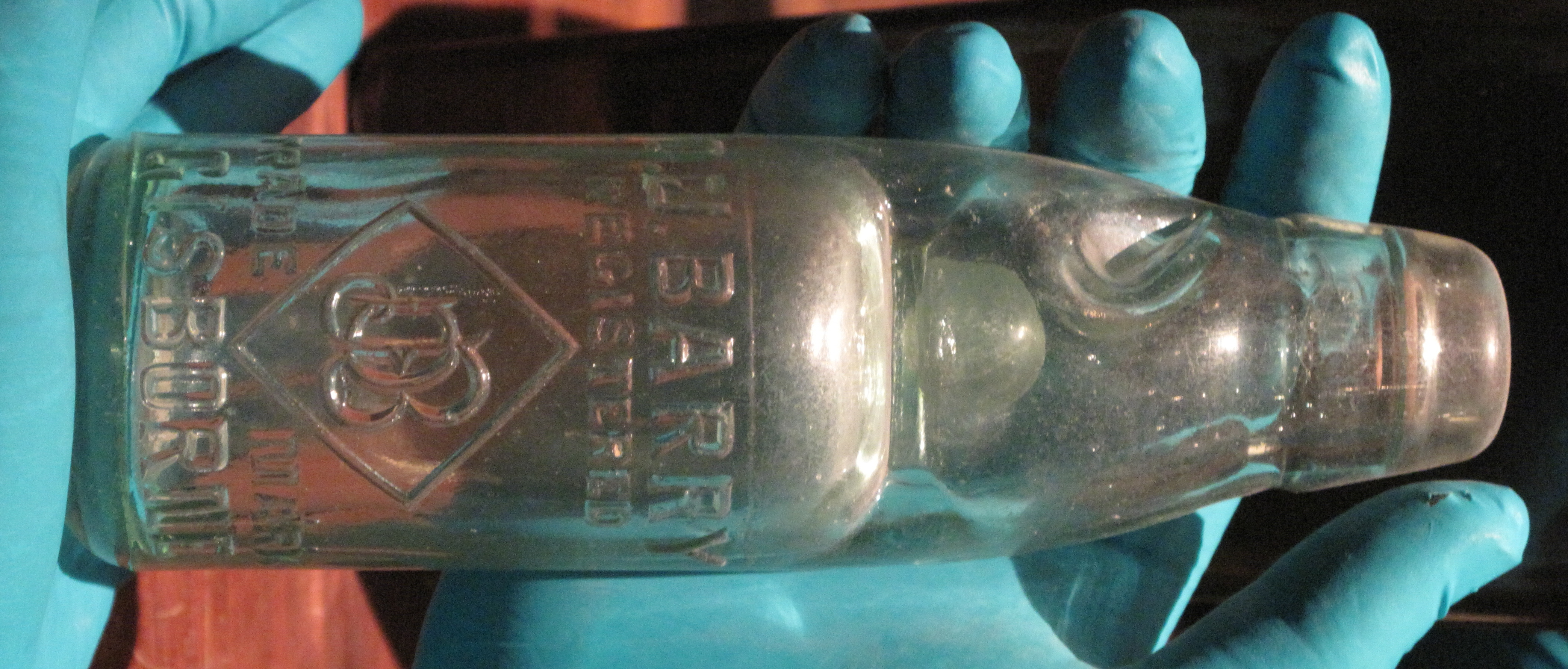

Banta
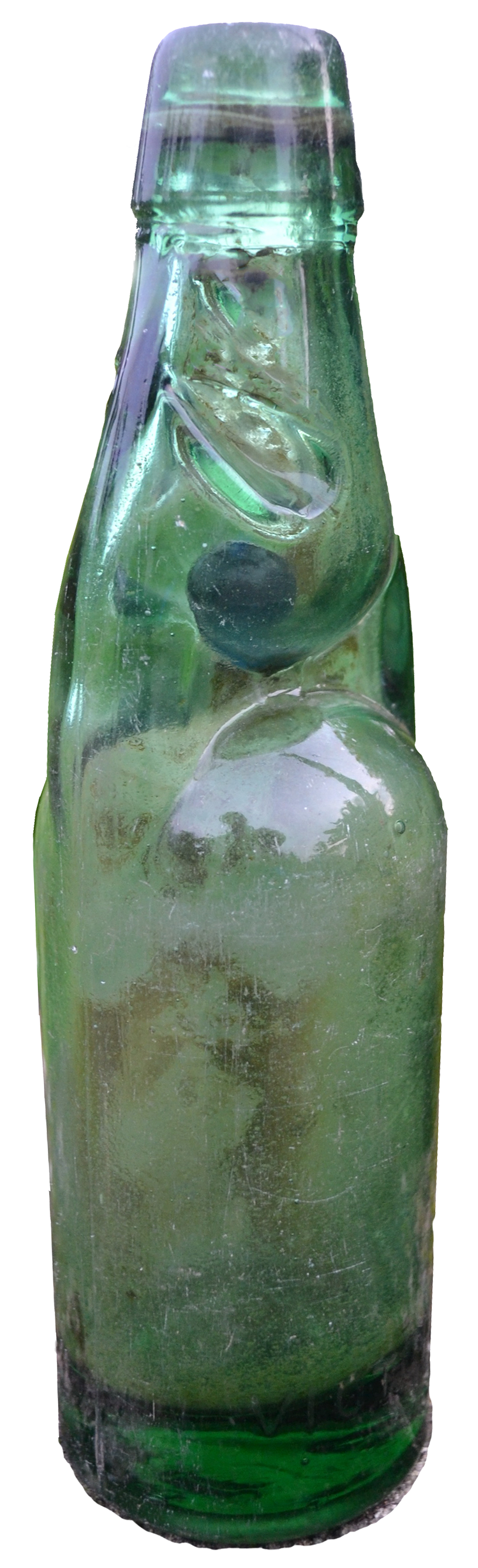
Bouteille de Banta  originaire du Kerala
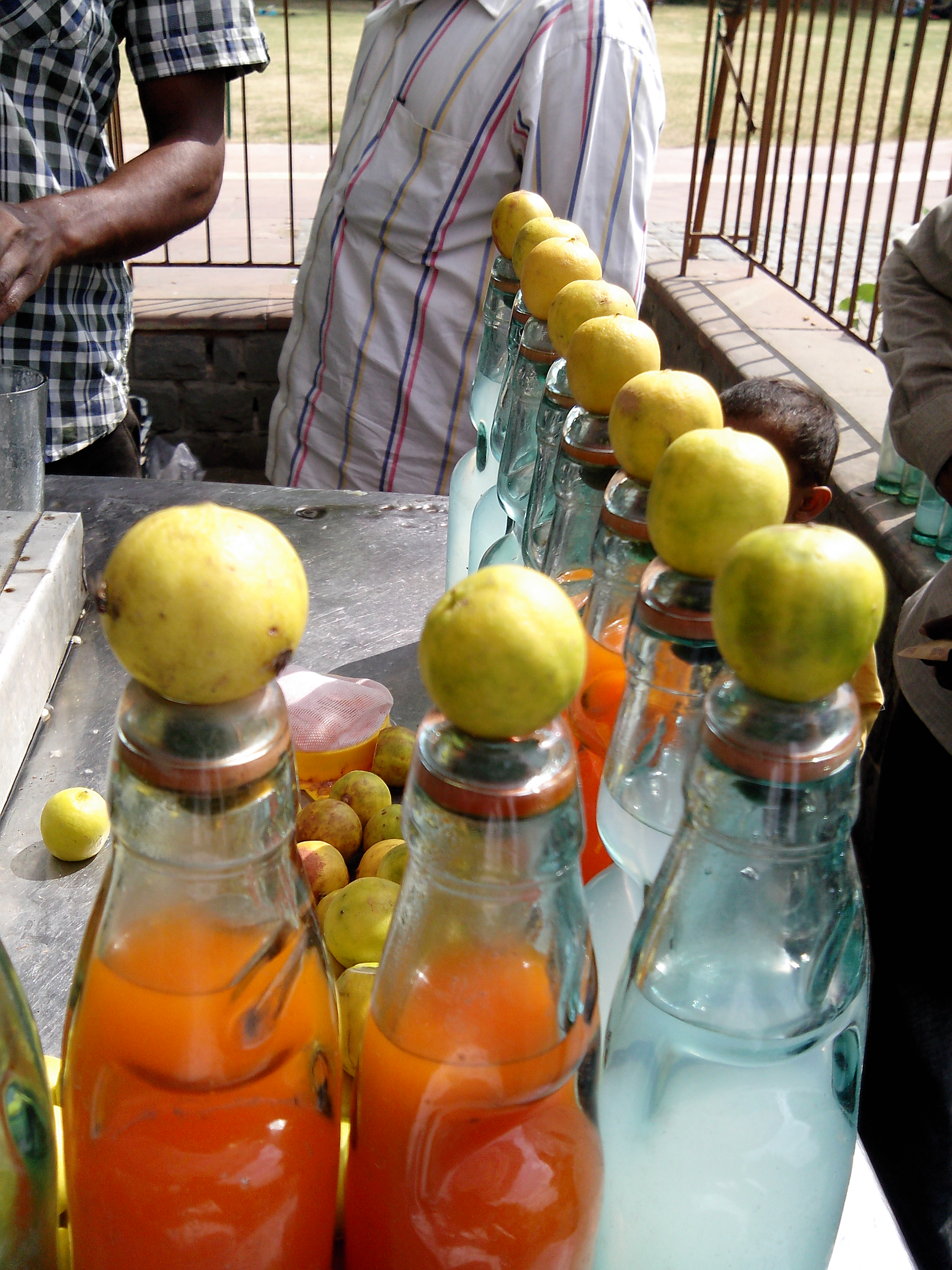
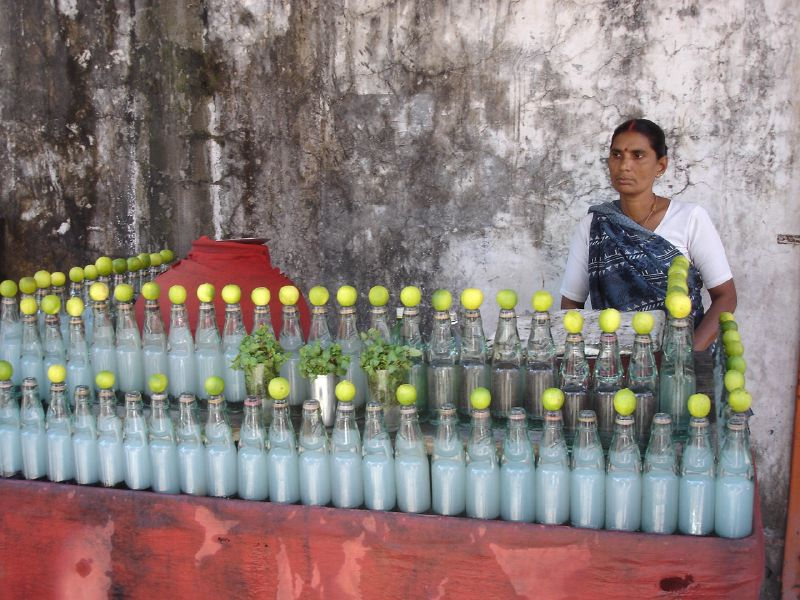
Vendeuse de rue à Rishikesh
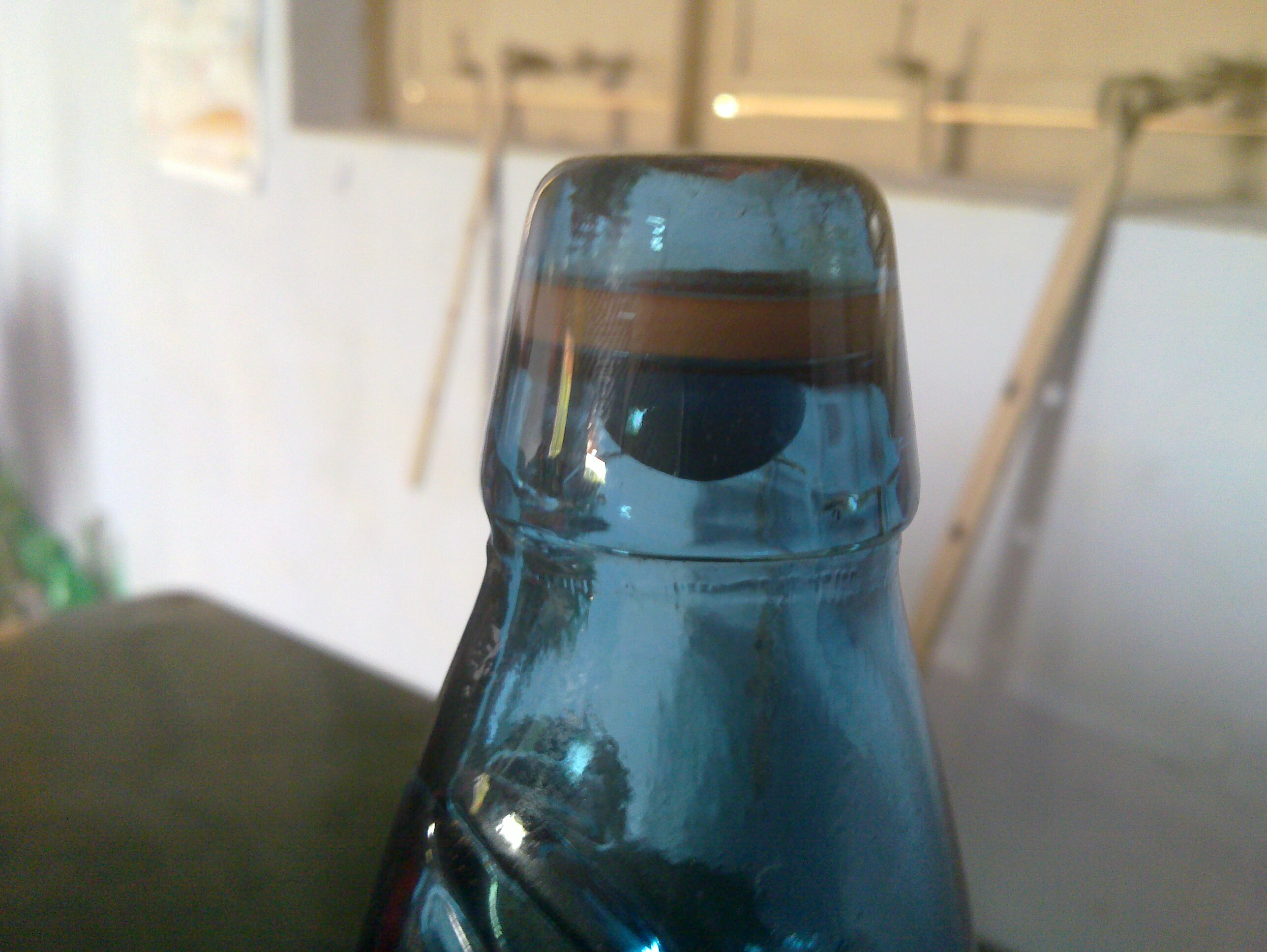
Détail

Ramune
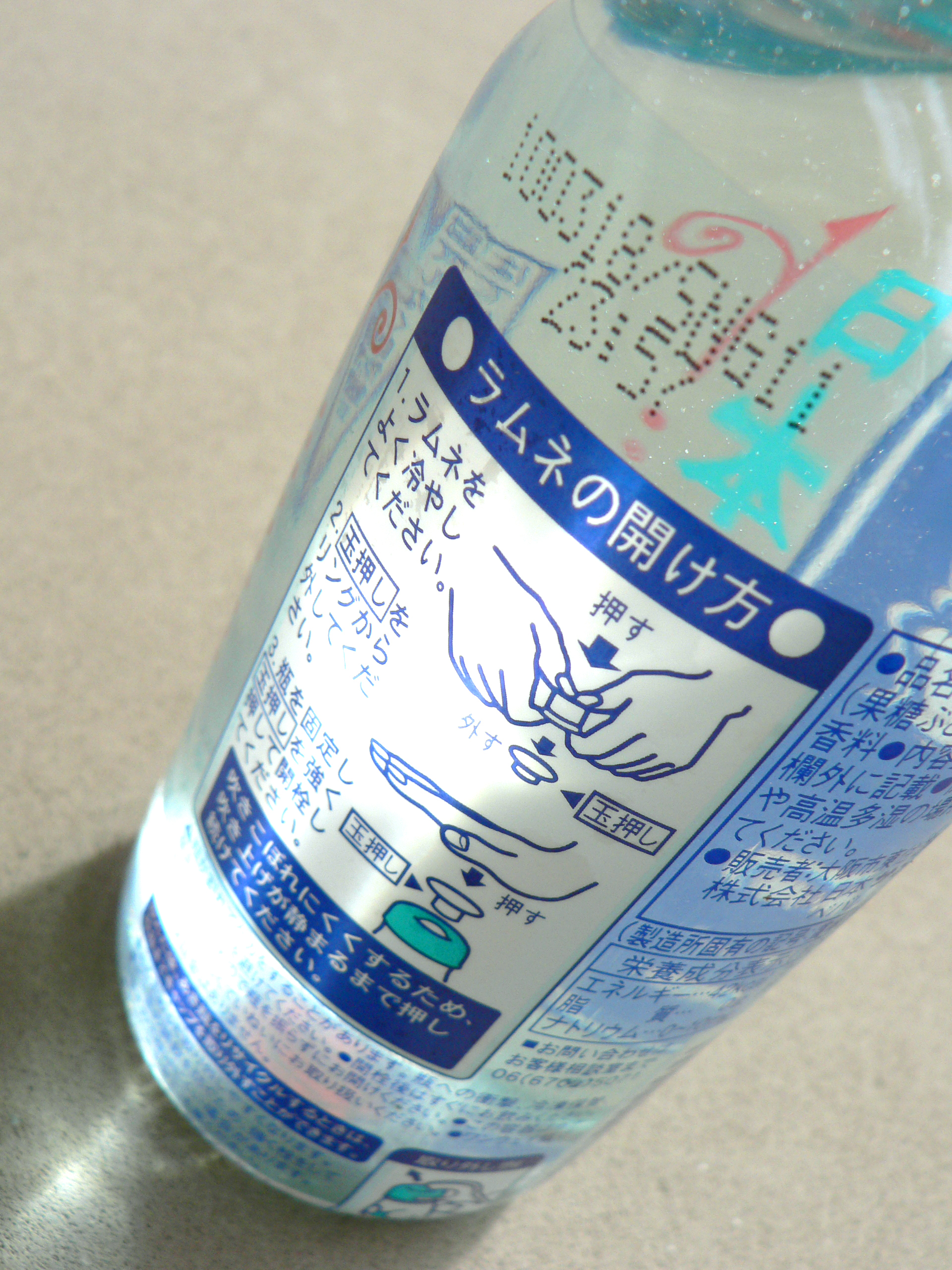
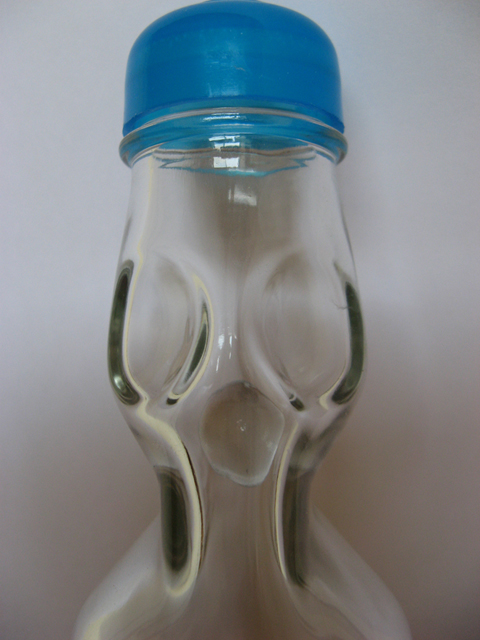
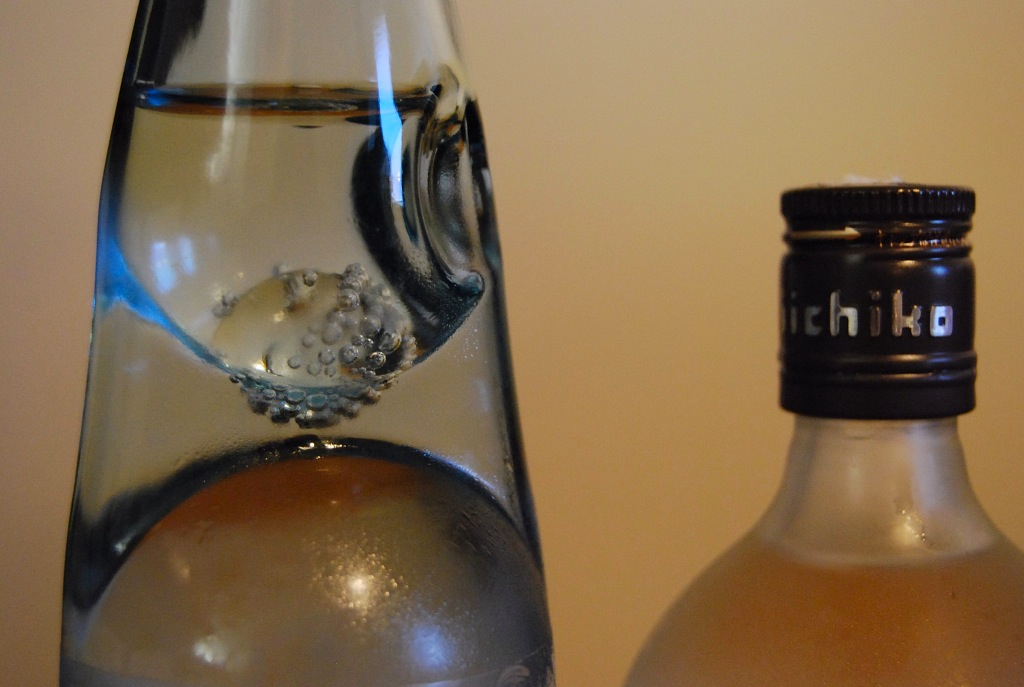
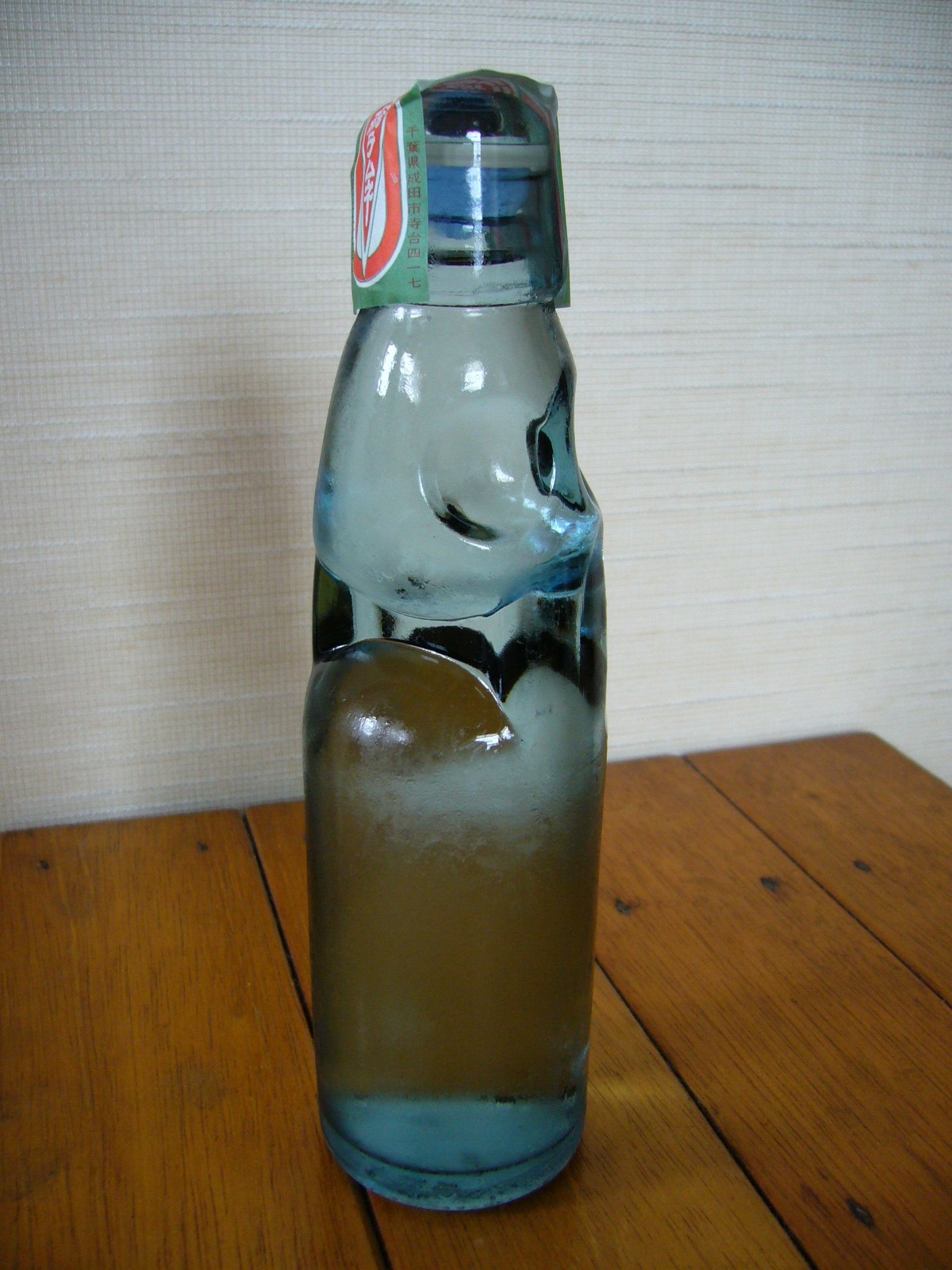
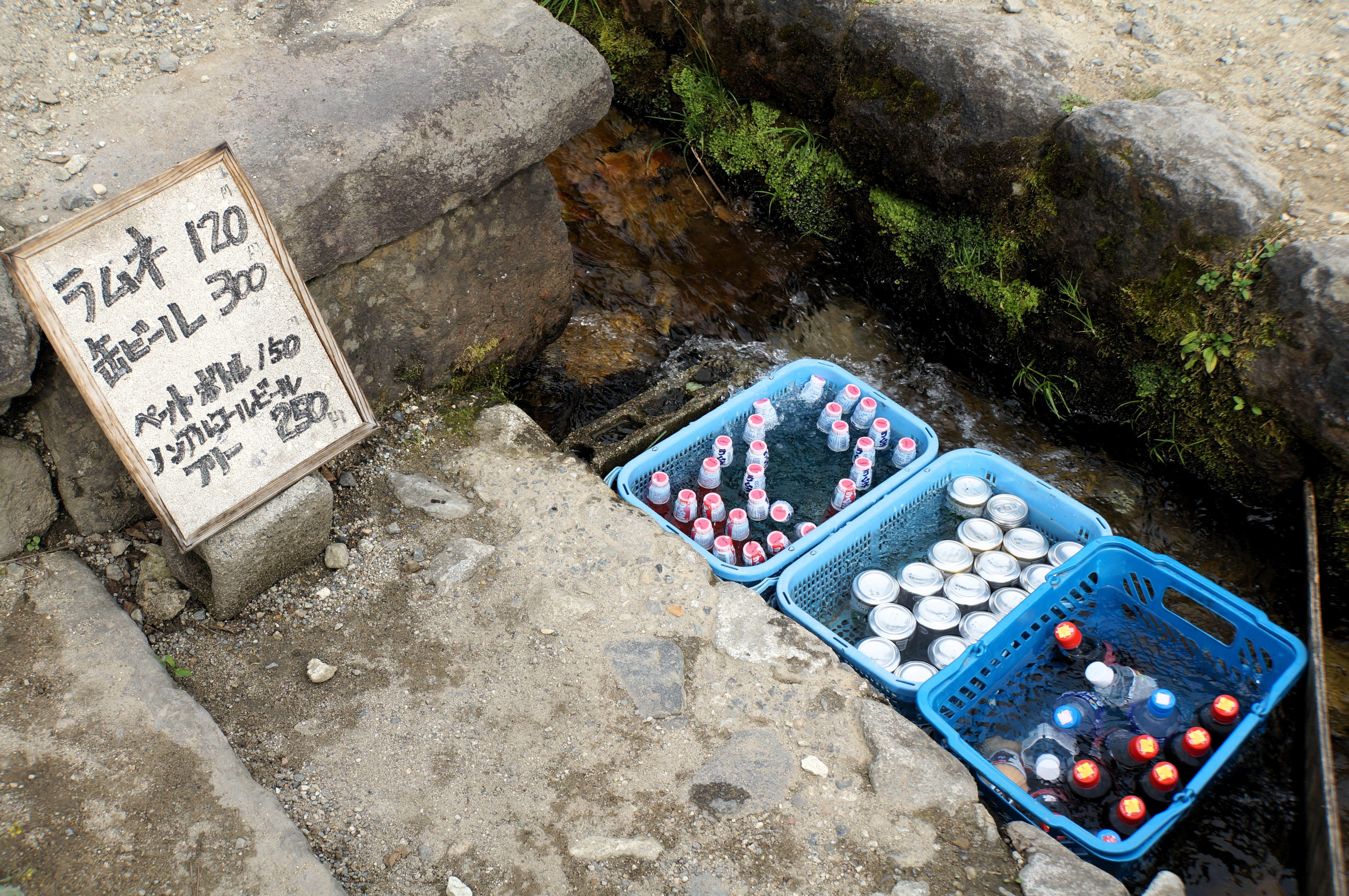